# Escudo de Alcorcón
El escudo de Alcorcón es el símbolo representativo del municipio de Alcorcón (Madrid).
Hacia 1970, Alcorcón no poseía un escudo del municipio propio. Ante el aumento exponencial de la población, que pasó de 3.356 en 1960 a 46.073 en 1970, el consistorio municipal decide blasonarse. El primer escudo fue encargado a un pintor desconocido. Estaba blasonado de la siguiente forma:

En campo azul una colina de sinople, surmontado de una media luna y un ave de cetrería

Este no fue aprobado por la Real Academia de la Historia, ante la falta de la base histórica y documentación del ave de cetrería.
La versión actual fue creada en 1974 por Francisco Buendía Perona, para sustituir la antigua versión no oficializada de 1970. Tras varias modificaciones de la versión presentada, lo aceptó la Real Academia de la Historia. En el Boletín de la Real Academia de la Historia, número 1, de 1975, páginas 233-234, figura:

Se aprueba al ayuntamiento de Alcorcón la adopción de escudo de armas municipales. Esta compuesto de la siguiente forma: En campo de oro una colina de sinople, surmontado de tres ollas de gules. Timbrado de una corona real cerrada

## Versiones

Escudo de Alcorcón (Versión Original) 1974 -
Escudo de Alcorcón (Versión oficial actual)